# Castello di Mosio
Il castello di Mosio era una roccaforte presumibilmente risalente all'XI secolo, situata a Mosio in provincia di Mantova.

## Collocazione e storia

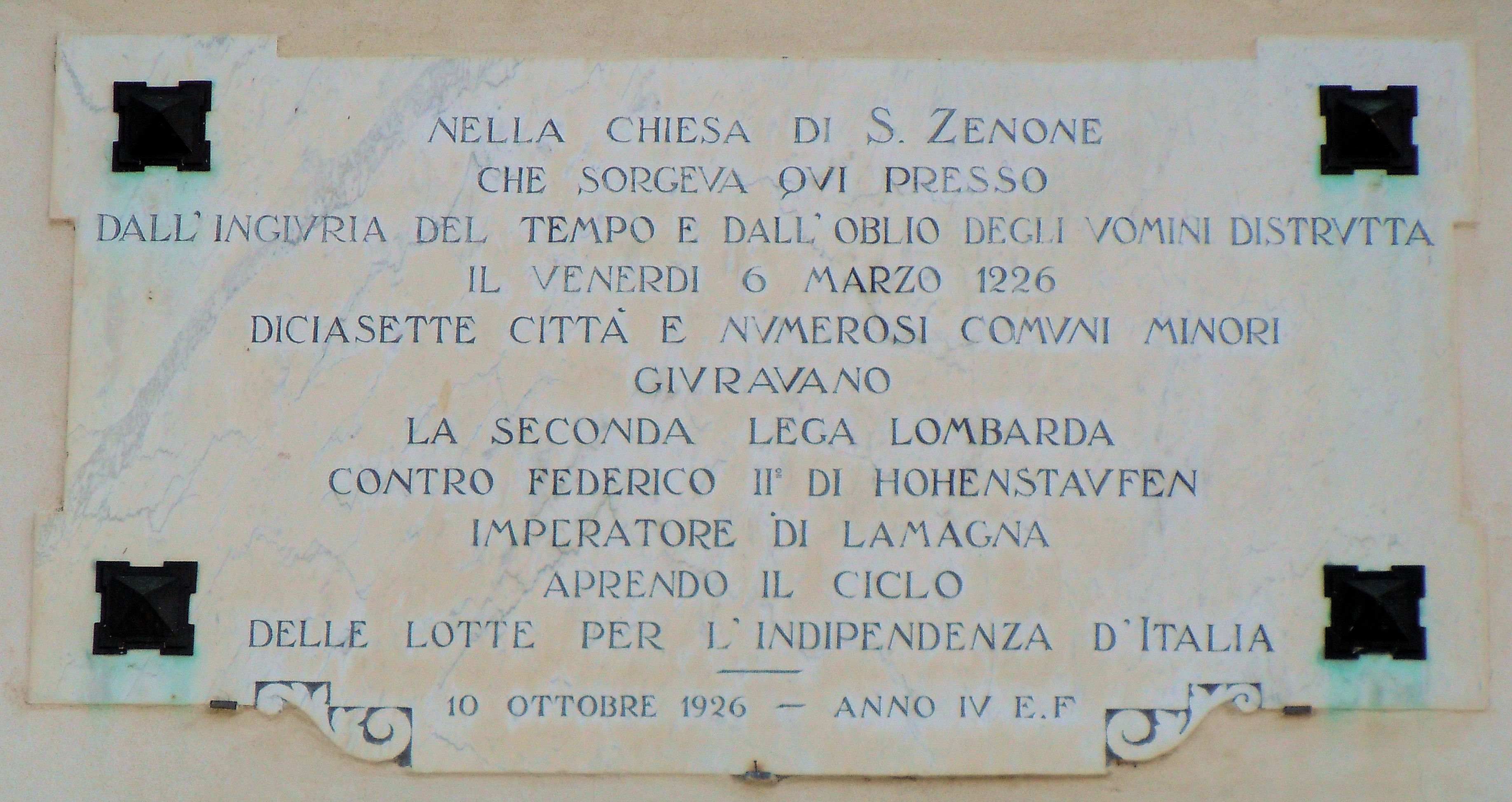
Mosio, chiesa di San Zenone, lapide in ricordo della seconda Lega Lombarda

La presenza del castello è nota sin dall'XI secolo. Mosio era un feudo dei conti Longhi, territorio bresciano, in prossimità del confine con Mantova e Cremona, nel 1168, al tempo delle rivalità tra i conti Casalodi e i conti di Montichiari, la roccaforte venne acquistata da questi ultimi.
Il 2 marzo 1226 il castello fu testimone della costituzione della seconda Lega Lombarda. Dopo mesi di trattative segrete, favorite da papa Onorio III, i delegati di Milano, Bologna, Piacenza, Verona, Brescia, Faenza, Mantova, Vercelli, Lodi, Bergamo, Torino, Alessandria, Vicenza, Padova e Treviso si riunirono nella chiesa di San Zenone a Mosio, stabilendo un'alleanza militare contro l'imperatore che sarebbe dovuta durare 25 anni.
Nello stesso anno la struttura venne occupata dalla truppe di Ezzelino III da Romano.
Nel 1237 nel castello si radunarono le truppe di Manfredo da Cornazzano, fedele all'imperatore Federico II, congiungendo le forze di Reggio, Parma e Cremona. Da qui le truppe si mossero alla conquista dell roccaforti di Redondesco, Goito e Guidizzolo. Toccò successivamente alle rocche di Carpenedolo e di Casaloldo. Risalendo il fiume Chiese in territorio bresciano, si congiunse con l'imperatore accampato tra Calcinato e Montichiari ed attaccarono quest'ultimo castello, costringendo gli abitanti alla resa il 22 ottobre 1237.
Dopo la battaglia di Cortenuova del 1237, l'imperatore Federico II di Svevia occupò la località e la rase al suolo, e con essa il castello.